# Tiazolidinediona
Las tiazolidinedionas (TZD) son una clase de medicamentos introducidos a finales de los años 1990 como terapia para la diabetes mellitus tipo 2 y otras enfermedades relacionadas. Las tiazolidinedionas mejoran la sensibilidad de los tejidos blancos a la insulina por actuar como agonistas selectivos de receptores de la insulina localizados en el núcleo celular.

## Mecanismo de acción
Las tiazolidinedionas actúan uniéndose a la molécula PPARγ, un grupo de receptores intracelulares dentro del núcleo. El ligando normal para estos receptores son los ácidos grasos libres y eicosanoides. Al ser activado, el receptor migra al ADN, activando la transcripción genética de un número específico de genes.
Al activar al PPARγ:
- Disminuye la resistencia a la insulina;
- La diferenciación del adipocito es modificada;
- Se inhibe la angiogénesis inducida por el factor de crecimiento endotelial vascular (VEGF);[1]
- Los niveles de la leptina disminuyen, causando un aumento del apetito;
- Caen los niveles de ciertas interleucinas (por ej.: IL-6);
- Aumentan los niveles de adiponectina.

## Clasificación
Químicamente, los miembros de esta clase son derivados del compuesto principal tiazolidinediona, e incluyen:
- Rosiglitazona. Retirada del mercado en Europa por aumentar el riesgo cardiovascular.[2]
- Pioglitazona. Retirada del mercado en varios países por sospecharse incrementa la probabilidad de cáncer de vejiga.[3]
- Troglitazona. Retirado del mercado debido a un aumento en la incidencia de hepatitis inducida por fármacos.[4]

De los agentes experimentales se encuentra el MCC-555, un potente antidiabético y la ciglitazona.